# Chicago Motor Speedway

Chicago Motor Speedway at Sportsman's Park var en racerbana i Cicero, Illinois, USA, en förort till Chicago. Bankingen var inte särskilt hög, och längden var 1,65 kilometer, vilket gjorde varvtiderna inte särskilt snabba mot andra ovaler. Läktarkapaciteten var 67 000 åskådare.

## Historia
Chicago Motor Speedway var ett av två projekt i slutet av 1990-talet, för att få amerikansk racing till Chicago. Säsongen 1999 besökte CART banan för första gången. Initialt såg banan ut att ha det mesta under kontroll, med stöd från Target Corporation och Chip Ganassi. Under fyra år ingick banan i CART-serien, men försvann på grund av ekonomiska problem sedan Target dragit sig ur satsningen. Dessutom syntes inte banan från de lägre läktarplatserna. Banans läktare revs 2005, och Chicagoland Speedway tog helt över som Chicagområdets stora motorbana.
Den 5 januari 2009 startades rivningen av banan.